# Eup (Alto Garona)
Eup (em occitano:  Eup) é uma comuna francesa na região administrativa da Occitânia, no departamento do Alto Garona. Estende-se por uma área de 2.22 km², com 136 habitantes, segundo o censo de 2018, com uma densidade de 61 hab/km².